# 丸亀市綾歌総合文化会館アイレックス
丸亀市綾歌総合文化会館アイレックス（まるがめしあやうたそうごうぶんかかいかんアイレックス）は、香川県丸亀市にある多目的ホールである。丸亀市福祉事業団が管理運営を行っている。

## 施設概要
当施設は丸亀市南部の綾歌市民総合センター（旧綾歌町役場）の南側に高松琴平電気鉄道の線路を挟んで位置している。1996年、旧綾歌郡綾歌町により綾歌町総合文化会館アイレックスとして開館。2005年3月22日に綾歌町が丸亀市及び飯山町と合併して新丸亀市が誕生した後は市に移管された。
- 大ホール - 面積1,495m2で客席数は1,086席。和室と洋室の楽屋2部屋と楽屋事務室がある。1階664席はすべて可動式のため、収納して展覧会等にも利用可能。
- 小ホール - 299m2、椅子席で300名収容可能。
- 研修室 - 洋室2部屋、和室1部屋の計3部屋ある。
- 創作室 - 電気炉、轆轤があり、陶芸や工作・絵画に使用可能。
- 調理実習室
- 喫茶店
- 多目的広場
- 駐車場 - 500台

## 開催された主なイベント
- 国民文化祭・民謡民舞の祭典（1997年）
- 全国高等学校総合文化祭演劇部門大会[1]（2011年）
- さぬき映画祭シネマキャラバン

## 交通アクセス
- 高松琴平電気鉄道琴平線栗熊駅徒歩5分
- 丸亀市コミュニティバス綾歌宇多津線アイレックスバス停
- 高松自動車道坂出ICより国道438号・国道32号経由約20分